# バーノン・ロー
バーノン・サンダース・ロー（Vernon Sanders Law、1930年3月12日 - ）は、アメリカ合衆国アイダホ州メリディアン出身の元プロ野球選手（投手）・コーチ・監督。
MLBでの登録名はバーン・ロー（Vern Law）。
敬虔なモルモン教信者で、ニックネームは「Deacon」。
中日ドラゴンズでプレーしたバンス・ローは息子。

## 経歴
父・ジェシーは、最初の妻であるオードリーとの間に7人の子供をもうけたが、オードリーはその後亡くなった。ジェシーは妻に先立たれた後にメルバ・クリスティーナ・サンダースと結婚し、2人にはさらに3人の子供が生まれ、その内の2番目がバーノンであった。バーノンはメリディアン郊外の農場にある厳格なモルモン教の家庭で育ち、12歳までに教会の執事になり、19歳までに長老になった。バーノンは田舎の学校に通い、弟のエヴァンと一緒に遊んでいた。第二次世界大戦中にはジェシーが潜水艦基地で働くため、サンタローザ近くのカリフォルニア州マーレ島に引っ越した。その年の学校が休みであった時、残りの家族はそれに続き、バーノンと彼の兄弟はカリフォルニアで野球をすることができた。戦後はメリディアンに戻り、ジェシーは自動車とトラックの修理整備士として働いた。バーノンは高校1年生までに身長188cm・体重88kgに達したため、サッカーチームに採用された。100ヤードのダッシュを10秒近くで走ることができ、サッカーボールを長距離で投げたり蹴ったりすることができたため、すぐにチームの人気選手になった。バスケットボールと野球でも優れていたが、家計を助けるために行っていたアルバイトのために午前5時に起きなければならなかった。高校3年生の時にはアメリカンフットボールで州選手権に勝ち、シーズン中、野球では対戦相手に6点しか与えなかった。バーノンは野球部のエースであり、兄弟のエヴァンは捕手で、クリーンナップ打者であった。
1948年にピッツバーグ・パイレーツへ入団し、1年目の同年はクラスDサンタローザ・パイレーツでプレー。21試合に登板して防御率は4.66ながら8勝5敗となり、2年目の1949年にはクラスBダベンポート・パイレーツに昇格。成績は5勝11敗と負け越してしまうが、防御率2.94を記録。3年目の1950年には2Aニューオーリンズ・ペリカンズに昇格すると、前半だけで6勝を挙げて防御率2.67を記録。6月6日にパイレーツへの昇格を知るが、その時のバーノンは20歳でナッシュビルで試合開始前の準備をしていた。同11日のフィリーズ戦（フォーブス）でメジャーデビュー。昇格後は27試合登板で17試合は先発を任され、そのうち5試合で完投を記録し、7勝9敗・防御率4.92であった。1951年はビリー・マイヤー (野球)監督がスポット先発として使い続け、6勝2セーブで防御率4.50とやや改善。1952年と1953年は朝鮮戦争本格化による兵役でメジャー登板が無かったが、復帰した1954年からは先発ローテーションに定着。同年はリリーフとしても沢山起用され、9勝3セーブを挙げるも防御率は5.51と悪化。定着後のうち9シーズンは二桁勝利を挙げ、1955年に初の二桁となる10勝、1957年から1960年まで4年連続二桁で勝ち越した。1955年はキャリアで初めて200イニングを投げ、防御率は3.81と大幅に改善されると、1957年はリーグ5位の防御率2.87を記録。特に1960年は35試合の登板で自己最多の20勝9敗、防御率3.08、リーグ最多の18完投を記録するなど活躍。キャリア唯一のMLBオールスターゲーム出場を果たし、7月13日の第2戦（ヤンキー）で先発を務めて見事勝利したほか、サイ・ヤング賞を受賞。同年のヤンキースとのワールドシリーズでは第1戦・第4戦・第7戦に先発し、10月5日の第1戦（フォーブス）と同9日の第4戦（ヤンキー）では勝利投手になり、ワールドシリーズ制覇に貢献。しかし、同年に足首の負傷によって狂い、バーノンはピッチングスタイルを変えることを余儀なくされた。シーズンの残り試合とワールドシリーズの間は苦痛でピッチングしたが、足首が弱いため、シリーズ中に肩の後ろの筋肉を引き裂いた。バーノンは怪我が冬に治ると思ったが回復せず、その後の3年間は低迷。1961年は7月に故障者リストに載るなど過去最低の3勝、1962年は2年ぶりの二桁となる10勝を挙げて復活したかに思えたが、1963年は4勝と再び成績を落とす。1963年オフにソルトレイクシティでの青年会議中にモルモン大祭司から祝福を受け、会議から出て球を拾った時には腕から痛みが無くなっており、1964年から1966年まで3年連続二桁勝利をマーク。特に1965年には開幕5連敗を喫するも、ハリー・ウォーカー監督は起用を続け、ペナント争いに突入した時に8連勝を収めることで自信を取り戻す。シーズン17勝を挙げてカムバック賞とルー・ゲーリッグ賞を受賞し、防御率2.15は、サンディー・コーファックスとフアン・マリシャルの防御率を下回った。1959年8月にはウィリー・マッコビー、1965年6月にはチームメイトのウィリー・スタージェルと共にプレイヤー・オブ・ザ・マンスを受賞。1967年は2勝しか出来ず、8月には鼠径部に怪我を負い、同29日限りで現役を引退。
引退後はパイレーツの投手コーチ（1968年 - 1969年）を務め、スティーブ・ブラスやドック・エリスを指導。退任後はブリガムヤング大学助監督（1970年 - 1978年）を務め、ジャック・モリスを育て、息子で後に同大学監督を務めるバンスも同時期に通っていた。その後は来日して西武の一軍バッテリーコーチ（1979年）→二軍バッテリーコーチ（1980年）→二軍投手コーチ（1981年）、帰国後はポートランド・ビーバーズ投手コーチ（1982年）、デンバー・ベアーズ投手コーチ（1983年）→監督（1984年）を務めた。西武とは1978年12月2日、ヨコハマボウルにブリガムヤング大の応援に来ていたところでコーチ就任を要請され、即決で入団を決めた。2日後の同4日にコーチ契約を結び、発表の際に根本陸夫監督は「プロ野球の現状、ライオンズの現況、新人教育について話し合い共鳴する点が多くあった。」と語っている。就任後は松沼雅之にカーブの投げ方を徹底的に教えたほか、サイ・ヤング賞を受賞した実績を生かしてメジャーの技術を若手投手に教え、じっくり育てて成長するのを見守った。
ベアーズ監督時代は6月上旬に2位であったが、シーズン中の不振により7月上旬に解雇された。その後はユタ州プロボを拠点にホワイトソックススカウトを務め、1987年にパイレーツが100周年を迎えた時にはチームの史上最高の右腕に選出された。2000年にはバンスが監督に就任したブリガムヤング大学のボランティアコーチとなり、私生活ではバンスを含む6人の子供、31人の孫、13人のひ孫に囲まれた。
2020年にはCBSスポーツがパイレーツ歴代ベストメンバーを独自に選出し、バーノンもバリー・ボンズや殿堂入りのロベルト・クレメンテ、ケント・テカルヴなどと共にラインナップされた。

## 詳細情報

### 年度別投手成績
| 年 度      | 球 団      | 登 板 | 先 発 | 完 投 | 完 封 | 無 四 球 | 勝 利 | 敗 戦 | セ 丨 ブ | ホ 丨 ル ド | 勝 率 | 打 者 | 投 球 回 | 被 安 打 | 被 本 塁 打 | 与 四 球 | 敬 遠 | 与 死 球 | 奪 三 振 | 暴 投 | ボ 丨 ク | 失 点 | 自 責 点 | 防 御 率 | W H I P |
| ---------- | ---------- | ----- | ----- | ----- | ----- | -------- | ----- | ----- | -------- | ----------- | ----- | ----- | -------- | -------- | ----------- | -------- | ----- | -------- | -------- | ----- | -------- | ----- | -------- | -------- | ------- |
| 1950       | PIT        | 27    | 17    | 5     | 1     | --       | 7     | 9     | 0        | --          | .438  | 562   | 128.0    | 137      | 11          | 49       | --    | 4        | 57       | 2     | 0        | 83    | 70       | 4.92     | 1.45    |
| 1951       | PIT        | 28    | 14    | 2     | 1     | --       | 6     | 9     | 2        | --          | .400  | 499   | 114.0    | 109      | 9           | 51       | --    | 6        | 41       | 2     | 1        | 66    | 57       | 4.50     | 1.40    |
| 1954       | PIT        | 39    | 18    | 7     | 0     | 0        | 9     | 13    | 3        | --          | .409  | 728   | 161.2    | 201      | 20          | 56       | --    | 3        | 57       | 6     | 0        | 109   | 99       | 5.51     | 1.59    |
| 1955       | PIT        | 43    | 24    | 8     | 1     | 1        | 10    | 10    | 1        | --          | .500  | 865   | 200.2    | 221      | 19          | 61       | 7     | 1        | 82       | 5     | 0        | 98    | 85       | 3.81     | 1.41    |
| 1956       | PIT        | 39    | 32    | 6     | 0     | 1        | 8     | 16    | 2        | --          | .333  | 851   | 195.2    | 218      | 24          | 49       | 10    | 6        | 60       | 8     | 0        | 110   | 94       | 4.32     | 1.36    |
| 1957       | PIT        | 31    | 25    | 9     | 3     | 3        | 10    | 8     | 1        | --          | .556  | 716   | 172.2    | 172      | 18          | 32       | 8     | 2        | 55       | 2     | 0        | 72    | 55       | 2.87     | 1.18    |
| 1958       | PIT        | 35    | 29    | 6     | 1     | 0        | 14    | 12    | 3        | --          | .538  | 854   | 202.1    | 235      | 16          | 39       | 5     | 1        | 56       | 1     | 0        | 103   | 89       | 3.96     | 1.35    |
| 1959       | PIT        | 34    | 33    | 20    | 2     | 3        | 18    | 9     | 1        | --          | .667  | 1080  | 266.0    | 245      | 25          | 53       | 11    | 2        | 110      | 5     | 0        | 91    | 88       | 2.98     | 1.12    |
| 1960       | PIT        | 35    | 35    | 18    | 3     | 2        | 20    | 9     | 0        | --          | .690  | 1091  | 271.2    | 266      | 25          | 40       | 8     | 4        | 120      | 2     | 1        | 104   | 93       | 3.08     | 1.13    |
| 1961       | PIT        | 11    | 10    | 1     | 0     | 0        | 3     | 4     | 0        | --          | .429  | 258   | 59.1     | 72       | 10          | 18       | 3     | 1        | 20       | 0     | 0        | 33    | 31       | 4.70     | 1.52    |
| 1962       | PIT        | 23    | 20    | 7     | 2     | 3        | 10    | 7     | 0        | --          | .588  | 596   | 139.1    | 156      | 21          | 27       | 4     | 1        | 78       | 2     | 0        | 67    | 61       | 3.94     | 1.31    |
| 1963       | PIT        | 18    | 12    | 1     | 1     | 0        | 4     | 5     | 0        | --          | .444  | 325   | 76.2     | 91       | 11          | 13       | 0     | 0        | 31       | 2     | 0        | 45    | 42       | 4.93     | 1.36    |
| 1964       | PIT        | 35    | 29    | 7     | 5     | 2        | 12    | 13    | 0        | --          | .480  | 795   | 192.0    | 203      | 18          | 32       | 6     | 1        | 93       | 1     | 0        | 85    | 77       | 3.61     | 1.22    |
| 1965       | PIT        | 29    | 28    | 13    | 4     | 2        | 17    | 9     | 0        | --          | .654  | 847   | 217.1    | 182      | 17          | 35       | 2     | 3        | 101      | 1     | 0        | 66    | 52       | 2.15     | 1.00    |
| 1966       | PIT        | 31    | 28    | 8     | 4     | 2        | 12    | 8     | 0        | --          | .600  | 737   | 177.2    | 203      | 19          | 24       | 1     | 4        | 88       | 0     | 1        | 85    | 80       | 4.05     | 1.28    |
| 1967       | PIT        | 25    | 10    | 1     | 0     | 0        | 2     | 6     | 0        | --          | .250  | 427   | 97.0     | 122      | 5           | 18       | 9     | 1        | 43       | 0     | 0        | 57    | 45       | 4.18     | 1.44    |
| 通算：16年 | 通算：16年 | 483   | 364   | 119   | 28    | 19       | 162   | 147   | 13       | --          | .524  | 11231 | 2672.0   | 2833     | 268         | 597      | 74    | 40       | 1092     | 39    | 3        | 1274  | 1118     | 3.77     | 1.28    |

- 各年度の太字はリーグ最高

### 表彰
- サイ・ヤング賞：1回 （1960年）
- カムバック賞：1回 （1965年）
- ルー・ゲーリッグ賞：1回 （1965年）
- プレイヤー・オブ・ザ・マンス：2回 （1959年8月、1965年6月）

### 記録
- MLBオールスターゲーム出場：1回 （1960年）

### 背番号
- 20 （1950年 - 1951年）
- 32 （1954年 - 1969年、1979年）
- 88 （1980年 - 1981年）